# Mateo Barać
Mateo Barać, né le 20 juillet 1994 à Sinj en Croatie, est un footballeur international croate qui joue au poste de défenseur au FK Aktobe.

## Biographie

### En club

#### Début de carrière
Né et élevé à Sinj, Mateo Barać commence sa carrière de jeune au club local de Junak Sinj (en). À l'âge de 17 ans, il rejoint l'académie des jeunes du réputé Hajduk Split, avec lequel il remporte le championnat national des moins de 19 ans, mais ne parvient pas à décrocher un contrat professionnel. À la fin de sa formation, il retourne au Junak Sinj, en troisième division croate.
Après sa première saison au niveau senior dans sa ville natale, il signe un contrat de trois ans avec l'équipe suisse de deuxième division FC Wohlen en juillet 2014, mais son contrat est résilié dès le mois suivant car Barać ne réussit pas à obtenir de permis de travail suisse.
Il retourne alors en Croatie, signant avec l'équipe de deuxième division Hrvatski Dragovoljac pour le reste de la saison, il manque néanmoins la majeure partie de celle-ci en raison d'une blessure.

#### HNK Šibenik
Barać rejoint ensuite le club de deuxième division HNK Šibenik à l'été 2015, qui était à l'époque entraîné par Mirko Labrović, également originaire de Sinj. Il y joue régulièrement et manque la promotion en première division de peu.

#### NK Osijek
Ses performances avec Šibenik attirent l'attention de clubs de l'élite et c'est finalement le NK Osijek qui le signe pour un montant non divulgué, le 1er juillet 2016. Dès le début de la saison 2016-2017, Barać est titulaire et totalise un but en 24 matchs cette saison-là. Son équipe termine quatrième du championnat, se qualifiant pour le troisième tour préliminaire de la Ligue Europa. De bonnes prestations lors la première moitié du championnat lui valent d'être appelé en équipe nationale croate pour la Coupe de Chine 2017 (en), l'édition inaugurale de ce tournoi amical.
Le 3 août 2017, Osijek élimine le PSV Eindhoven au troisième tour de qualification de la Ligue Europa 2017-2018 grâce à deux victoires 1-0 lors de chacune des deux rencontres. De nombreux observateurs ont identifié Barać comme le joueur clé de cette victoire historique pour le modeste club croate et l'Ajax Amsterdam fait une offre de 2,5 millions d'euro, mais le transfert capote en raison d'une légère dilatation aortique révélée lors des tests médicaux,,. Toutefois des tests ultérieurs effectués par des cardiologues en Croatie indiquent qu'il est en parfaite santé et qu'il peut poursuivre sa carrière normalement.

#### Rapid Vienne
Le 12 juillet 2018, il rejoint le Rapid Vienne pour un montant de 1,3 million d'euros. Mateo Barać y séjourne trois saisons dans une période qu'il considère lui-même comme l'apogée de sa carrière alors que pourtant les deux parties avaient hésité à se séparer à l'issue de sa première saison. Il dispute à nouveau la Ligue Europa à deux reprises, se qualifiant notamment pour la phase à élimination directe en 2018 en terminant deuxième d'une poule qui comporte également le Villarreal CF, les Glasgow Rangers et le Spartak Moscou. En seizièmes de finale, l'Inter Milan s'avère toutefois trop fort pour les Autrichiens. Le club connaît par la suite des difficultés financières en raison notamment de la pandémie de Covid-19 et ne renouvelle pas son contrat.

#### FK Sotchi
Le 19 juin 2021, il rejoint le club russe de Sotchi en tant que joueur libre. Malgré quelques possibilités mais aucune réellement concrète, le grand défenseur opte pour la sécurité car le club russe le désire vraiment.

#### Krylia Sovetov Samara
Le 19 février 2022, il est prêté au Krylia Sovetov Samara jusqu'à la fin de la saison avec une option d'achat.
Le 31 mai 2022, Barać s'installe définitivement au Krylia Sovetov et signe un contrat de deux ans.

##### Prêt à Ostende
En manque de temps de jeu, le 31 janvier 2023, Barać rejoint le KV Ostende en Belgique en prêt jusqu'à la fin de la saison, avec une option d'achat. Malgré toute sa volonté d'aider le club qui lutte contre la dégradation, le KVO est relégué en division 1B à l'issue de la saison 2022-2023.

#### FK Aktobe
Le 9 février 2024, le Krylia Sovetov annonce le transfert de Barać vers le FK Aktobe au Kazakhstan.

### En sélections nationales
Mateo Barać fait ses débuts internationaux pour la Croatie le 11 janvier 2017 lors d'un match de la Coupe de Chine 2017 (en) face au Chili. Il dispute l'intégralité de la rencontre qui se solde par un partage (1-1), les Croates s'inclinent finalement 3-0 à l'issue de la séance de tirs au but.

## Statistiques

### En club
| Saison                | Club                         | Championnat           | Championnat | Championnat | Championnat | Coupe nationale | Coupe nationale | Coupe nationale | Coupe de la Ligue | Coupe de la Ligue | Coupe de la Ligue | Compétition(s) continentale(s) | Compétition(s) continentale(s) | Compétition(s) continentale(s) | Compétition(s) continentale(s) | Autres compétitions | Autres compétitions | Autres compétitions | Autres compétitions | Croatie | Croatie | Croatie | Total | Total | Total |
| Saison                | Club                         | Division              | M.          | B.          | P.d.        | M.              | B.              | P.d.            | M.                | B.                | P.d.              | Comp.                          | M.                             | B.                             | P.d.                           | Comp.               | M.                  | B.                  | P.d.                | M.      | B.      | P.d.    | M.    | B.    | P.d.  |
| 2014-2015             | Hrvatski Dragovoljac         | 2.HNL                 | 3           | 0           | 0           | -               | -               | -               | -                 | -                 | -                 | -                              | -                              | -                              | -                              | -                   | -                   | -                   | -                   | -       | -       | -       | 3     | 0     | 0     |
| 2015-2016             | HNK Šibenik                  | 2.HNL                 | 24          | 3           | 0           | 2               | 0               | 0               | -                 | -                 | -                 | -                              | -                              | -                              | -                              | PO                  | 2                   | 0                   | 0                   | -       | -       | -       | 28    | 3     | 0     |
| Sous-total            | Sous-total                   | Sous-total            | 27          | 3           | 0           | 2               | 0               | 0               | -                 | -                 | -                 | -                              | -                              | -                              | -                              | -                   | 2                   | 0                   | 0                   | -       | -       | -       | 31    | 3     | 0     |
| 2016-2017             | NK Osijek                    | 1.HNL                 | 24          | 1           | 1           | 4               | 0               | 0               | -                 | -                 | -                 | -                              | -                              | -                              | -                              | -                   | -                   | -                   | -                   | 1       | 0       | 0       | 29    | 1     | 1     |
| 2017-2018             | NK Osijek                    | 1.HNL                 | 26          | 0           | 1           | 1               | 0               | 0               | -                 | -                 | -                 | C3                             | 7                              | 0                              | 0                              | -                   | -                   | -                   | -                   | -       | -       | -       | 34    | 0     | 1     |
| Sous-total            | Sous-total                   | Sous-total            | 50          | 1           | 2           | 5               | 0               | 0               | -                 | -                 | -                 | -                              | 7                              | 0                              | 0                              | -                   | -                   | -                   | -                   | 1       | 0       | 0       | 63    | 1     | 2     |
| 2018-2019             | Rapid Vienne                 | Bundesliga            | 12          | 0           | 1           | 4               | 0               | 0               | -                 | -                 | -                 | C3                             | 9                              | 0                              | 0                              | PO                  | -                   | -                   | -                   | -       | -       | -       | 25    | 0     | 1     |
| 2019-2020             | Rapid Vienne                 | Bundesliga            | 18          | 3           | 0           | 2               | 1               | 0               | -                 | -                 | -                 | -                              | -                              | -                              | -                              | -                   | -                   | -                   | -                   | -       | -       | -       | 20    | 4     | 0     |
| 2020-2021             | Rapid Vienne                 | Bundesliga            | 27          | 0           | 1           | 2               | 0               | 0               | -                 | -                 | -                 | C1+C3                          | 0+6                            | 0+0                            | 0+0                            | -                   | -                   | -                   | -                   | -       | -       | -       | 35    | 0     | 1     |
| Sous-total            | Sous-total                   | Sous-total            | 57          | 3           | 2           | 8               | 1               | 0               | -                 | -                 | -                 | -                              | 15                             | 0                              | 0                              | -                   | -                   | -                   | -                   | -       | -       | -       | 80    | 4     | 2     |
| 2021-2022             | FK Sotchi                    | Premier-Liga          | 10          | 0           | 0           | -               | -               | -               | -                 | -                 | -                 | C4                             | 4                              | 0                              | 0                              | -                   | -                   | -                   | -                   | -       | -       | -       | 14    | 0     | 0     |
| 2021-2022             | Krylia Sovetov Samara (prêt) | Premier-Liga          | 6           | 1           | 0           | -               | -               | -               | -                 | -                 | -                 | -                              | -                              | -                              | -                              | -                   | -                   | -                   | -                   | -       | -       | -       | 6     | 1     | 0     |
| 2022-2023             | Krylia Sovetov Samara        | Premier-Liga          | 8           | 0           | 0           | 4               | 0               | 0               | -                 | -                 | -                 | -                              | -                              | -                              | -                              | -                   | -                   | -                   | -                   | -       | -       | -       | 12    | 0     | 0     |
| 2023-2024             | Krylia Sovetov Samara        | Premier-Liga          | 6           | 0           | 0           | 6               | 0               | 0               | -                 | -                 | -                 | -                              | -                              | -                              | -                              | -                   | -                   | -                   | -                   | -       | -       | -       | 12    | 0     | 0     |
| 2022-2023             | KV Ostende (prêt)            | Division 1A           | 6           | 0           | 0           | -               | -               | -               | -                 | -                 | -                 | -                              | -                              | -                              | -                              | -                   | -                   | -                   | -                   | -       | -       | -       | 6     | 0     | 0     |
| Sous-total            | Sous-total                   | Sous-total            | 36          | 1           | 0           | 10              | 0               | 0               | -                 | -                 | -                 | -                              | 4                              | 0                              | 0                              | -                   | -                   | -                   | -                   | -       | -       | -       | 50    | 1     | 0     |
| 2024                  | FK Aktobe                    | Premier-Liga          | 13          | 1           | 0           | 4               | 0               | 0               | 1                 | 0                 | 0                 | C4                             | 2                              | 0                              | 1                              | -                   | -                   | -                   | -                   | -       | -       | -       | 20    | 1     | 1     |
| Total sur la carrière | Total sur la carrière        | Total sur la carrière | 183         | 9           | 4           | 29              | 1               | 0               | 1                 | 0                 | 0                 | -                              | 28                             | 0                              | 1                              | -                   | 2                   | 0                   | 0                   | 1       | 0       | 0       | 244   | 10    | 5     |

## Palmarès

### En club
|  |  | HNK Šibenik - Championnat de Croatie de D2 : - Vice-champion : 2016 (en) |  | Rapid Vienne - Championnat d'Autriche : - Vice-champion : 2020 et 2021 - Coupe d'Autriche : - Finaliste : 2019 |  | FK Sotchi - Championnat de Russie : - Vice-champion : 2022 |